# 高家会乡
高家会乡，是中华人民共和国山西省忻州市岢岚县下辖的一个乡镇级行政单位。

## 行政区划
高家会乡下辖以下地区：
后会村、圪坨村、上川坪村、上村、梨元坪村、马铺塔村、李家坪村、高家会村、草城村、店坪村、西会村、五里水村、天洼村、羊圈会村和团龙沟村。